# Spoorlijn Mendrisio – Varese

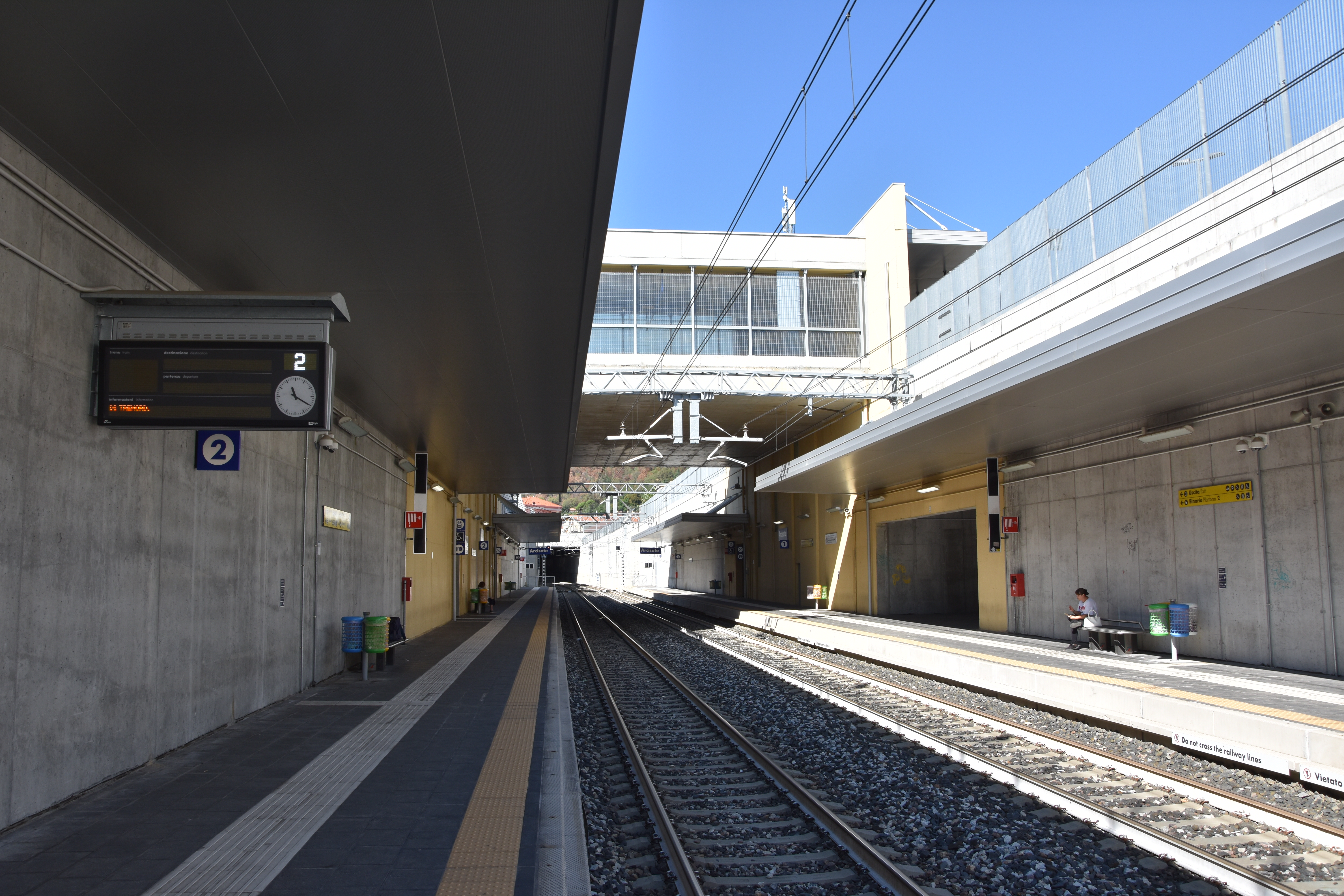
Station Arcisate

De spoorlijn Mendrisio - Varese is een internationale spoorlijn die Zwitserland en Italië met elkaar verbindt als onderdeel van het voorstedelijke spoorwegsystemen van Ticino en Lombardije. 
De treindienst wordt geëxploiteerd door TILO (Treni Regionali Ticino Lombardia), een gemeenschappelijke dochteronderneming van de Zwitserse federale spoorwegen en Trenord. De treinen rijden van maandag tot en met vrijdag elk half uur tussen 5.00 en 20.00 uur, en 's avonds en in het weekend elk uur. Vrachtverkeer is alleen beschikbaar aan de Zwitserse kant. De gebruikte spoorstellen zijn Stadler FLIRT motorwagens.
Aan de Zwitserse kant rijden de treinen op 15.000 volt wisselstroom bij 16 2/3 hertz, aan de Italiaanse kant op 3000 volt gelijkstroom. Het systeemwisselpunt bevindt zich ten oosten van de halte Cantello Gaggiolo en de grens op Zwitsers grondgebied.

## Geschiedenis
Het traject van Mendrisio naar Stabio werd in 1926 in gebruik genomen als het Zwitserse deel van de internationale Valmorea-spoorlijn. Al in 1928 werd het grensoverschrijdende verkeer echter stopgezet wegens een gebrek aan winstgevendheid en werd de lijn alleen gebruikt voor lokaal vrachtverkeer naar de industriële en commerciële ondernemingen rond Stabio. In 1993 werd de grensovergang heropend, het Italiaanse deel werd geleidelijk gereconstrueerd en als museumspoorweg geëxploiteerd door de Club del San Gottardo.
Met de wijziging van de dienstregeling in december 2014 werd het traject van Mendrisio naar Stabio weer in gebruik genomen voor reizigersvervoer.
Aan de Italiaanse kant was er reeds een spoorlijn van Gallarate naar Varese, die is aangesloten op een spoorlijn van Varese naar Porto Ceresio De lijn die sinds 2009 buiten dienst was, is de afgelopen jaren uitgebreid en op 7 januari 2018 in volledige lengte is heropend. 
De bestaande spoortrajecten tussen Mendrisio en Stabio, en tussen Arcisate en Induno Olona werden aangepast naar dubbelspoor. Er werd een 3,6 km nieuw spoorlijntraject aangelegd als verbinding tussen het station Arcisate en het station Stabio. Hierop werd ook een nieuwe halte gebouwd tussen de stations van Arcisate en Stabio, gelegen in het gehucht Gaggiolo in de gemeente Cantello. De nieuwe lijnsectie werd op 22 december 2017 ingehuldigd, de lijndienst op de hele dienst begon op 7 januari 2018.

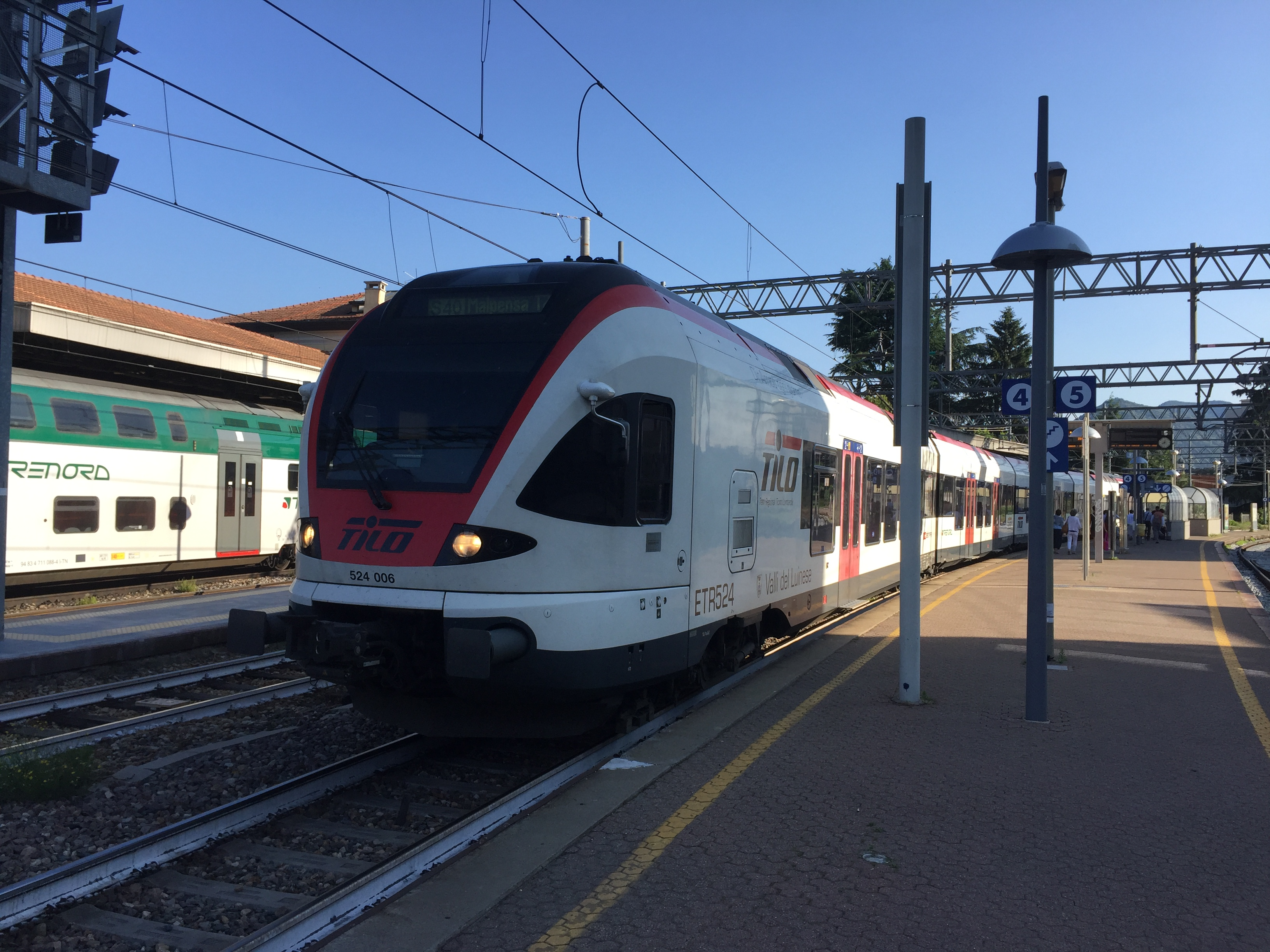
TILO treinstel in station Varese